# Флеш (филм)
Флеш (енгл. The Flash) је амерички суперхеројски филм из 2023. године, заснован на истоименом лику DC Comics-а. Продуциран је од стране DC Films-а, The Disco Factory-а, и Double Dream-а, и дистрибуиран од стране Warner Bros. Pictures-а, тринаести је филм у DC-јевом проширеном универзуму (DCПУ). Филм је режирао Андрес Мускијети према сценарију Кристине Ходсон, док насловну улогу игра Езра Милер као Бари Ален / Флеш заједно са Беном Афлеком, Мајклом Китоном, Сашом Кале, Кирси Клемонс, Марибел Верду и Роном Ливингстоном. У филму Флеш, Ален путује у прошлост како би спречио убиство своје мајке, што доноси ненамерне последице.
Развој филма заснован на Флешу започео је до 2004. године, уз више сценариста и режисера који су били прикључени пројекту до 2014. Филм је затим поново развијен као део DCПУ, а Милер је добио улогу насловног лика. Више редитеља је било везано за филм током наредних година, а Сет Грејам-Смит, Рик Фамувија и дуо Џон Франсис Дејли и Џонатан Голдстин напустили су пројекат због креативних разлика. Мускијети и Ходсонова придружили су се филму у јулу 2019. године, а претпродукција је започела у јануару 2020. На филм утиче прича стрипа Flashpoint, која укључује вишеструке ликове DC Comics-а, укључујући Афлека и Китона као различите верзије Бетмена. Снимање је почело априла 2021. у студију Warner Bros. Studios-у.
Флеш је премијерно приказан 12. јуна 2023. у Лос Анђелесу, док је 16. јуна објављен у америчким биоскопима. Филм је у биоскопима у Србији издао Blitz 15. јуна исте године. Добио је углавном позитивне критике критичара, који су похвалили радњу, акционе сцене, хумор и глуму, али су критиковали визуелне ефекте.

## Радња
Бари Ален путује у прошлост како би спречио убиство своје мајке, што доноси ненамерне последице на његову временску линију.

## Улоге
| Глумац         | Улога              |
| -------------- | ------------------ |
| Езра Милер     | Бари Ален / Флеш   |
| Бен Афлек      | Брус Вејн / Бетмен |
| Мајкл Китон    | Брус Вејн / Бетмен |
| Саша Кале      | Супердевојка       |
| Кирси Клемонс  | Ајрис Вест         |
| Мајкл Шенон    | Генерал Зод        |
| Марибел Верду  | Нора Ален          |
| Рон Ливингстон | Хенри Ален         |